# Jemima Osunde
Jemima Osunde (Lagos, 30 de abril de 1996) es una actriz, presentadora y modelo nigeriana, reconocida por su papel como Leila en la popular serie de televisión Shuga. Fue nominada en la categoría de mejor actriz protagónica en los Premios de la Academia del Cine Africano por su desempeño en el largometraje The Delivery Boy (2018).

## Biografía
Jemima Osunde nació en Lagos en 1996 y estudió medicina en la Universidad de Lagos. Aunque inicialmente no tenía intención de convertirse en actriz, su tío la convenció de participar en una audición para la película Jungle Jewel, la que se convirtió en su debut en el cine.
Logró reconocimiento en su país al interpretar el papel de Leila en la serie juvenil educativa MTV Shuga, apareciendo en cuatro temporadas. Cuando el programa se trasladó a Sudáfrica para una quinta temporada, Osunde no fue tenida en cuenta. Sin embargo regresó para la sexta temporada cuando el equipo de rodaje fue llevado nuevamente a Nigeria. En 2018 protagonizó junto con Linda Ejiofor la serie de la cadena NdaniTV Rumour Has It.
Osunde regresó al elenco de MTV Shuga para hacer parte de una nueva producción relacionada, Alone Together, en la que los actores aparecían desde sus casas durante el confinamiento ocasionado por la pandemia del COVID-19 en el 2020. En la serie participaron además Lerato Walaza, Sthandiwe Kgoroge, Uzoamaka Aniunoh, Mamarumo Marokane y Mohau Cele.

## Filmografía

### Cine
- Jungle Jewel
- Esohe
- Stella (2016)
- My Wife & I (2017)
- Isoken (2017)
- New Money (2018)
- Lionheart (película) (2018)
- The Delivery Boy (2018)

### Televisión
- Shuga
- This Is It (2016–2017)
- Rumour Has It (2018)